# 41e Schaakolympiade

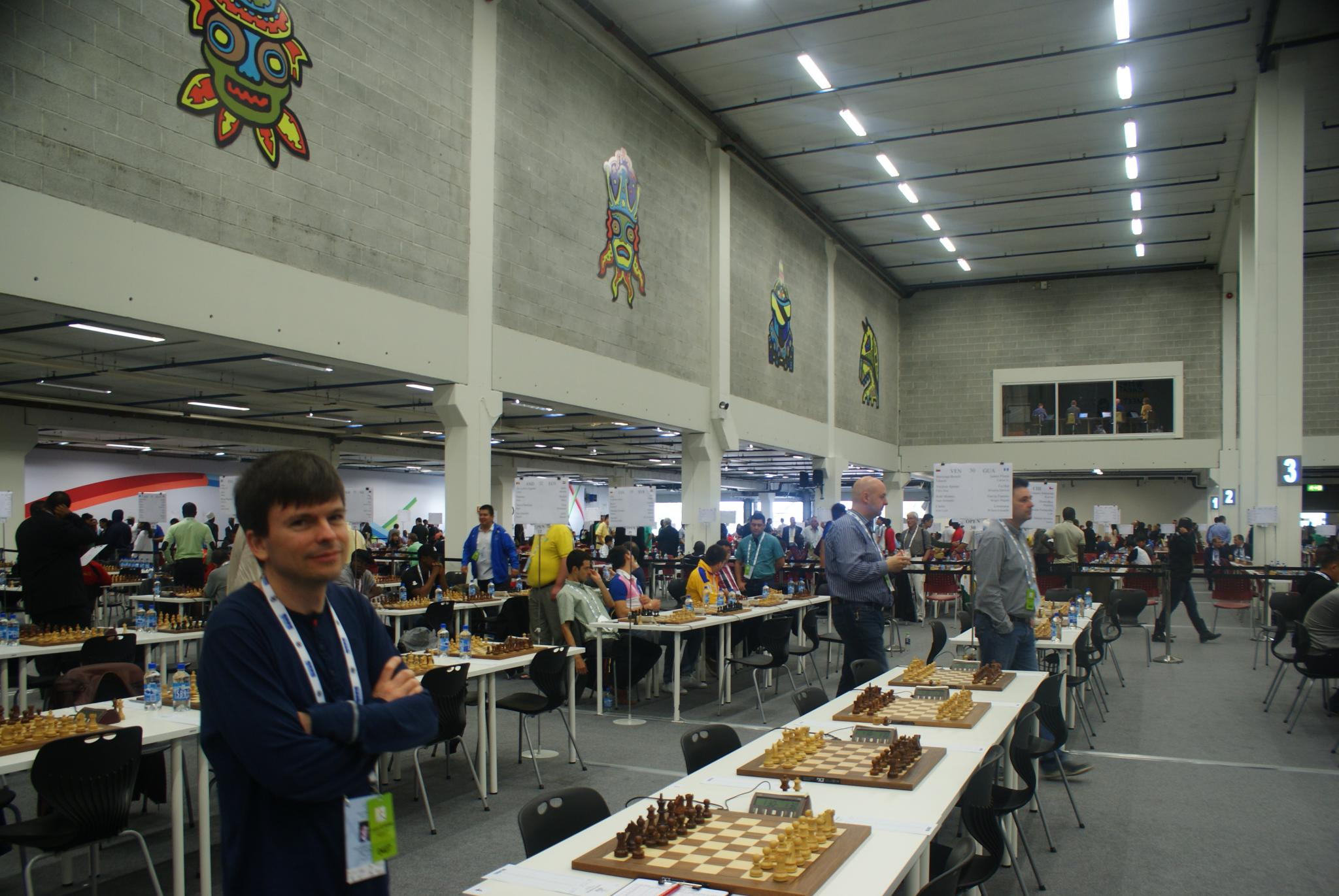
De toernooizaal

De 41e Schaakolympiade, georganiseerd door de FIDE was een schaaktoernooi voor landenteams. Het toernooi bestond uit een open en een vrouwentoernooi en vond plaats in Tromsø, Noorwegen van 1-14 augustus 2014. De organisator was Schaakolympiade Tromsø 2014 AS namens de FIDE.
In totaal namen 1570 mensen deel aan de Schaakolympiade, waarvan 881 deelnamen aan het open toernooi en 689 aan het vrouwentoernooi. In het open toernooi namen 177 teams deel van 172 verschillende landen en 136 teams namen deel aan het vrouwentoernooi van 131 verschillende landen. De hoofdarbiter was Panagiotis Nikolopoulos uit Griekenland. De regerend wereldkampioen Magnus Carlsen uit Noorwegen was een van de acht officiële ambassadeurs van het toernooi. Hij speelde ook mee in een van de teams uit Noorwegen.
China won het open toernooi voor de eerste keer, terwijl Rusland voor de derde keer (op rij) het vrouwentoernooi won. De Chinees Yu Yangyi, speelde op bord drie, en Georgiër Nana Dzagnidze, speelde op bord één, waren de meest succesvolle spelers uit het open en het vrouwentoernooi. Dit toernooi was het laatste toernooi voor Judit Polgár, de sterkste vrouwelijke schaker uit de geschiedenis.

## Voorbereidingen
Er waren twee steden die het toernooi wilden organiseren: Albena, Bulgarije en Tromsø, Noorwegen. De bieding werd in 2010 gehouden in Khanty-Mansiysk en duurde enkele dagen. Aan het einde wonnen de Noren met een 95-47 stemming.
In mei 2014 werd bekend dat men voor het organiseren van de Schaakolympiade 15 miljoen Noorse kronen tekort kwam. Aanvankelijk waren de Noren er niet van op de hoogte dat ze ook de Wereldbeker schaken 2013 moesten organiseren, en hadden daardoor de kosten voor dat toernooi niet begroot, het ging om €2 miljoen. De organisatoren vroegen extra budget voor de Olympiade, bovenop de al vastgelegde 75 miljoen NOK, maar de Noorse regering zegde het extra budget niet toe.  Uiteindelijk werden private sponsors gevonden voor het voldoen van de onvoorziene extra kosten. In juni 2014 ging het Noorse parlement akkoord met 12 miljoen NOK extra budget, waarna de organisatoren bevestigden dat de Schaakolympiade plaats zou vinden in Tromsø.
De toernooidirecteur van de Schaakolympiade Tromsø 2014 AS was Børge Robertsen. Voorzitter van het bestuur was Henrik Andenæs, hij werd later vervangen door Herman Kristoffersen. De Olympiade had acht "ambassadeurs": regerend wereldkampioen Magnus Carlsen, voormalig wereldkampioen Anatoli Karpov, voormalig wereldkampioenen bij de vrouwen Susan Polgar en Aleksandra Kostenjoek; grootmeester bij de vrouwen (WGM) Melanie Ohme, de historicus, misdaadschrijver, schaker, organisator en politicus Hans Olav Lahlum, voormalig voetballer Sigurd Rushfeldt; en de avonturier en journalist Lars Monsen.
De Olympiade vond plaats in Mackhallen, in de binnenstad van Tromsø. Mackhallen is de voormalige locatie van de brouwerij Mack Brewery.
De openingsceremonie van de Schaakolympiade werd gehouden op 1 augustus, de slotceremonie was op 14 augustus.    

## Wedstrijdregels
Het toernooi werd gespeeld volgens het Zwitserse systeem. Voor de eerste 40 zetten van ieder partij waren 90 minuten per speler beschikbaar, waarna 30 minuten extra beschikbaar kwamen, met een increment van 30 secondes per zet. Spelers mochten op elk moment een remise-aanbod doen. Er werden in totaal 11 rondes gespeeld, ieder team nam deel aan alle rondes.
In iedere ronde speelde ieder team aan vier borden tegen één ander team; teams mochten gebruik maken van één reservespeler die in een volgende ronde als vervanger kon worden ingezet. De vier partijen werden gelijktijdig gespeeld, per partij werd bij winst 1 punt, bij remise ½ punt gescoord. Per team werden per ronde de scores bij elkaar opgeteld om te bepalen welk team de ronde had gewonnen. Een gewonnen ronde leverde twee matchpunten op, bij gelijkspel kreeg elk team één matchpunt. Op basis van reeds behaalde matchpunten werden teams gerangschikt in een tabel, waarbij tiebreakers voor deze tabel waren: i) het Sonneborn-Berger systeem, ii) het  totaal behaalde aantal punten in de partijen, iii) de som van de matchpunten van de tegenstanders, met uitzondering van de laagste.

## Open toernooi

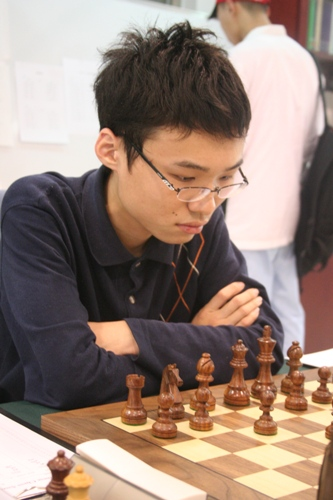
Yu Yangyi uit China won de individuele gouden medaille in het open toernooi.

Aan het open toernooi werd deelgenomen door het recordaantal van 177 teams, afkomstig uit 172 landen. Organiserend land Noorwegen nam deel met drie teams. De International Braille Chess Association (IBCA), de International Physically Disabled Chess Association (IPCA), en de International Chess Committee of the Deaf (ICCD) leverden ieder één team. 
Aan de Schaakolympiade werd behalve door regerend wereldkampioen en schaker met de hoogste rating ter wereld Magnus Carlsen, deelgenomen door negen van de spelers uit de top 10 van de in juli 2014 gepubliceerde FIDE ratinglijst, en door vier voormalig wereldkampioenen. De  voormalig wereldkampioen Viswanathan Anand, tevens de uitdager op het Wereldkampioenschap schaken 2014, was de enige schaker uit de FIDE top 10 die niet deelnam. De vrouwelijke schaker met de hoogste rating, Judit Polgár, nam met het Hongaarse team deel aan het open toernooi. Niet alle landen verschenen met al hun sterkste spelers. epresented Hungary in the open section. However, not all of the teams submitted their strongest line-ups for the Olympiad. China had in het team slechts twee spelers met een rating boven de 2700. Rusland had het sterkste team in het open toernooi, met een gemiddelde rating van 2777, gevolgd door Oekraïne met 2722 en Frankrijk, geleid door Maxime Vachier-Lagrave, met 2718. Andere teams met een gemiddelde rating boven 2700 waren Armenië, met Levon Aronian, de nummer 2 van de wereld, spelend aan het eerste bord, de Verenigde Staten en Hongarije.
China won voor de eerste keer het open toernooi en verloor geen enkele match. Ze behaalden 8 overwinningen en 3 keer een gelijkspel en behaalden dus 19 punten, twee punten meer dan de gedeelde nummers twee: Hongarije, India, Rusland en Azerbeidzjan. Hongarije won via de tiebreak voor de tweede plaats, India werd derde. Rusland eindigde als vierde. Armenië, verdedigend kampioen na de vorige Olympiade, behaalde 16 punten en werd daarmee achtste.
| #  | Land         | Spelers                                                 | Gemiddelde rating | Punten | dSB   |
| -- | ------------ | ------------------------------------------------------- | ----------------- | ------ | ----- |
| 1  | China        | Wang Yue, Ding Liren, Yu Yangyi, Ni Hua, Wei Yi         | 2699              | 19     |       |
| 2  | Hongarije    | Lékó, Balogh, Almási, Rapport, Polgár                   | 2703              | 17     | 372.0 |
| 3  | India        | Negi, Sethuraman, Sasikiran, Adhiban, Lalith Babu       | 2631              | 17     | 371.5 |
| 4  | Rusland      | Kramnik, Grisjtsjoek, Svidler, Karjakin, Nepomniachtchi | 2773              | 17     | 352.0 |
| 5  | Azerbeidzjan | Mamedyarov, Radjabov, Mamedov, Safarli, Guseinov        | 2694              | 17     | 345.0 |
| 6  | Oekraïne     | Ivantsjoek, Ponomariov, Eljanov, Korobov, Moiseenko     | 2723              | 16     | 377.5 |
| 7  | Cuba         | Dominguez, Bruzon, Quezada, Ortiz, Gonzalez             | 2629              | 16     | 361.0 |
| 8  | Armenië      | Aronian, Sargissian, Movsesian, Akopian, Kotanjian      | 2705              | 16     | 350.5 |
| 9  | Israël       | Gelfand, Rodshtein, Smirin, Sutovsky, Postny            | 2683              | 16     | 348.0 |
| 10 | Spanje       | Vallejo, Guijarro, Salgado, Illescas, Vázquez           | 2640              | 16     | 334.5 |

Noot
- Ratings-gemiddelden werden berekend door chess-results.com, gebaseerd op de ratings per augustus 2014; het artikel van Chessbase voor preview werd geschreven in juli.

Alle prijzen per bord werden gegeven op basis van performance ratings. Yu Yangyi, spelend aan het derde bord, had de beste performance van alle deelnemers aan het toernooi:
- Bord 1:  BUL - Veselin Topalov 2872
- Bord 2:  VIE - Nguyễn Ngọc Trường Sơn 2843
- Bord 3:  CHN - Yu Yangyi 2912
- Bord 4:  SRB - Nikola Sedlak 2773
- Reserve:  USA - Sam Shankland 2831

## Vrouwentoernooi

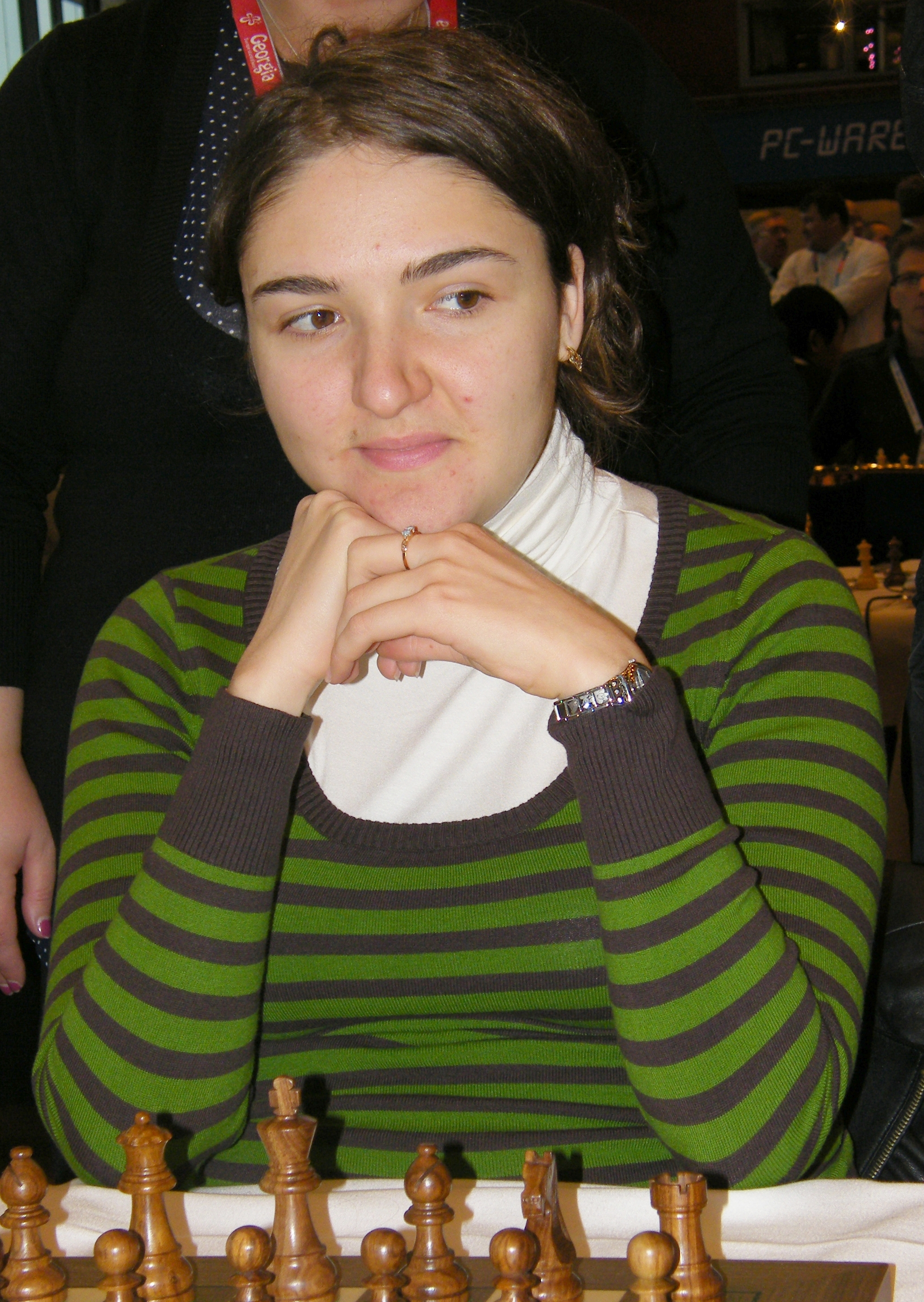
Nana Dzagnidze uit Georgië won de individuele gouden medaille in het vrouwentoernooi.

Aan het vrouwentoernooi werd deelgenomen door 136 teams, afkomstig uit 131 landen. Organiserend land Noorwegen nam deel met drie teams. De International Braille Chess Association (IBCA), de International Physically Disabled Chess Association (IPCA), en de International Chess Committee of the Deaf (ICCD) leverden ieder één team. 
Onder de speelsters in het vrouwentoernooi waren de regerend wereldkampioene Hou Yifan, zeven van de speelsters uit de top 10 van de in juli 2014 gepubliceerde FIDE ratinglijst (Judith Polgar nam deel aan het open toernooi), en drie voormalig wereldkampioenen bij de vrouwen. China had met een gemiddelde rating 2544 het sterkste team in het vrouwentoernooi. Daarna kwam Rusland, met een gemiddelde rating 2521, en met de teamleden Kateryna Lahno (eerste bord), Aleksandra Kostenjoek, Natalia Pogonina en Valentina Gunina; vervolgens Oekraïne, met een gemiddelde rating 2505, en als teamleden o.a. Anna en Maria Moezytsjoek en voormalig wereldkampioene Anna Ushenina.
Voor de derde opeenvolgende keer werd het vrouwentoernooi gewonnen door Rusland, dat met 10 gewonnen en 1 verloren match 20 punten behaalde. China en Oekraïne werden gedeeld tweede met 18 punten, maar China werd via de tiebreak tweede, waardoor Oekraïne als derde eindigde. Rusland en China hadden tot hun match in ronde 7 uitsluitend gewonnen. In de onderlinge match won Rusland van China (3-1), waarmee ze een beslissende voorsprong verkregen.
| #  | Land             | Spelers                                                        | Gemiddelde rating | Punten | dSB   |
| -- | ---------------- | -------------------------------------------------------------- | ----------------- | ------ | ----- |
| 1  | Rusland          | Lahno, Gunina, Kostenjoek, Girya, Pogonina                     | 2520              | 20     |       |
| 2  | China            | Hou Yifan, Ju Wenjun, Zhao Xue, Tan Zhongyi, Guo Qi            | 2549              | 18     | 406.0 |
| 3  | Oekraïne         | A. Moezytsjoek, M. Moezytsjoek, Ushenina, Zhukova, Gaponenko   | 2510              | 18     | 383.0 |
| 4  | Georgië          | Dzagnidze, Khotenashvili, Dzjavachisjvili, Melia, Batsiashvili | 2499              | 17     | 390.0 |
| 5  | Armenië          | Danielian, Mkrtchian, Galojan, Kursova, Sargsyan               | 2383              | 17     | 350.5 |
| 6  | Kazachstan       | Nakhbayeva, Saduakassova, Abdumalik, Davletbayeva, Dauletova   | 2333              | 17     | 320.0 |
| 7  | Polen            | Socko, Zawadzka, Cyfka, Bartel, Kulon                          | 2402              | 16     | 362.0 |
| 8  | Verenigde Staten | Krush, Zatonski, Abrahamyan, Nemcova, Foisor                   | 2405              | 16     | 339.5 |
| 9  | Duitsland        | Pähtz, Schleining, Melamed, Ohme, Hoolt                        | 2379              | 16     | 304.0 |
| 10 | India            | Dronavalli, Sachdev, Karavade, Gomes, Padmini                  | 2421              | 15     | 380.0 |

Noot
Ratings-gemiddelden werden berekend door chess-results.com, gebaseerd op de ratings per augustus 2014; het artikel van Chessbase voor preview werd geschreven in juli. 
Alle prijzen per bord werden gegeven op basis van performance ratings. Nana Dzagnidze, spelend aan het eerste bord, had de beste performance van alle deelnemers aan het toernooi:
- Bord 1:  GEO - Nana Dzagnidze 2719
- Bord 2:  RUS - Valentina Gunina 2651
- Bord 3:  RUS - Aleksandra Kostenjoek 2639
- Bord 4:  UKR - Natalia Zhukova 2512
- Reserve:  IND - Padmini Rout 2584

## Overkoepelende titel
De Nona Gaprindashvili trofee wordt uitgereikt aan het land dat het hoogste aantal matchpunten behaalt als de resultaten van het open en het vrouwentoernooi bij elkaar worden opgeteld. Als twee of meer teams daarbij gelijk eindigen, wordt de tiebreak op dezelfde manier berekend als in de afzonderlijke toernooien.  
De trofee is genoemd naar Nona Gaprindashvili, die van 1961 tot 1978 wereldkampioene was, en werd ingesteld door de FIDE in 1997. 
| # | Team     | MP | dSB   |
| - | -------- | -- | ----- |
| 1 | China    | 37 | 828.5 |
| 2 | Rusland  | 37 | 772.5 |
| 3 | Oekraïne | 34 |       |

## Verkiezing van de president van de FIDE
Tijdens de Olympiade vond het 85e FIDE-congres plaats, inclusief de verkiezing van de president van de FIDE. Alle 177 landen die deel uitmaakten van de FIDE konden stemmen op één van twee kandidaten: de huidige FIDE-president Kirsan Ilyumzhinov en de voormalig wereldkampioen schaken Garri Kasparov. Voorafgaand aan het congres, maakte Kasparov bezwaar tegen een fout in de gepubliceerde lijst van de afgevaardigden, en minstens één lid van de FIDE Electoral Commission (ELE) was het met Kasparov eens. Uiteindelijk won Ilyumzhinov het van Kasparov met een verschil van 49 stemmen (110 stemmen voor de zittende president en 61 voor Kasparov).

## Controverses

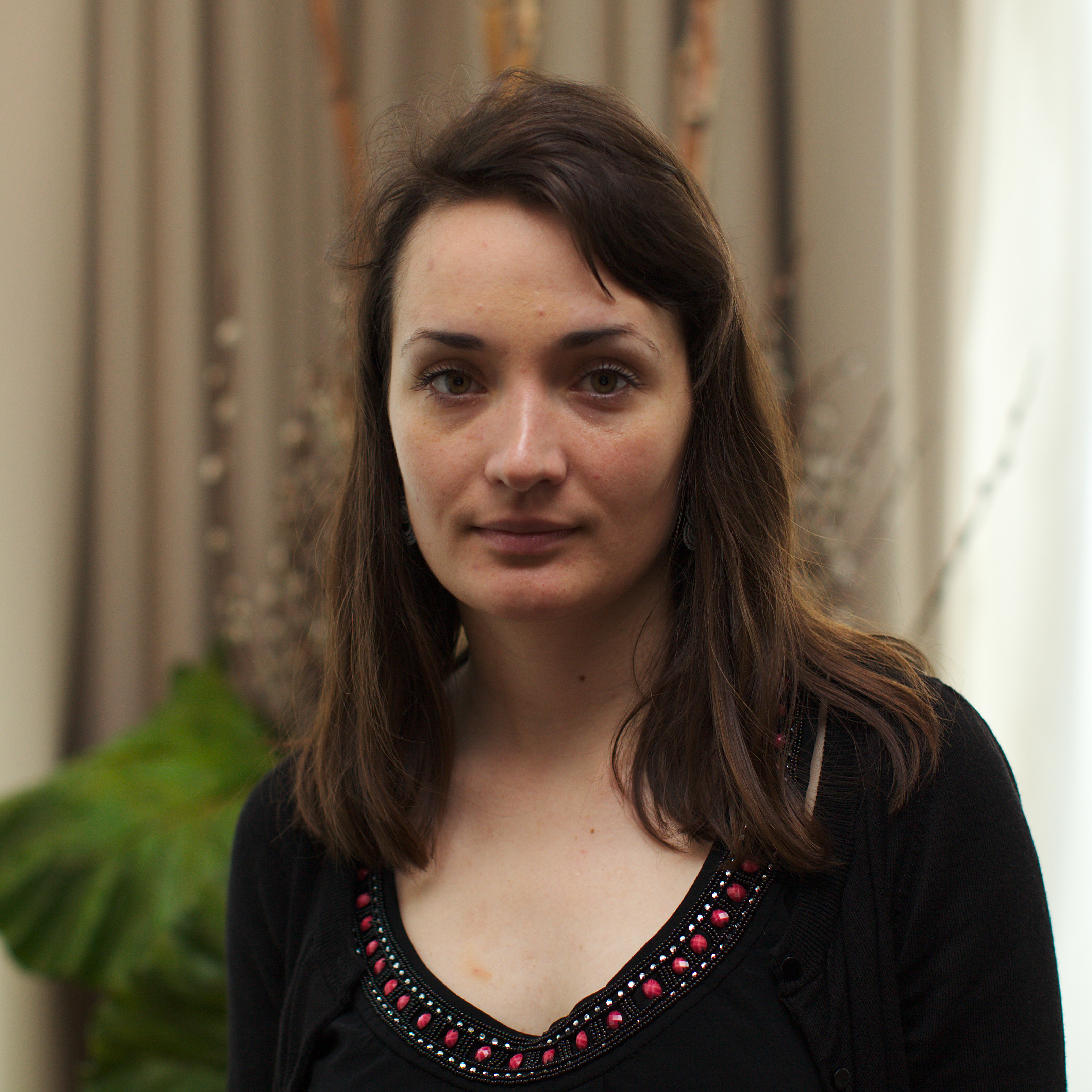
De transfer van Kateryna Lahno van Oekraïne naar Rusland zorgde voor ophef voorafgaand aan de Olympiade.